# Iglesia de San Francisco (Córdoba)

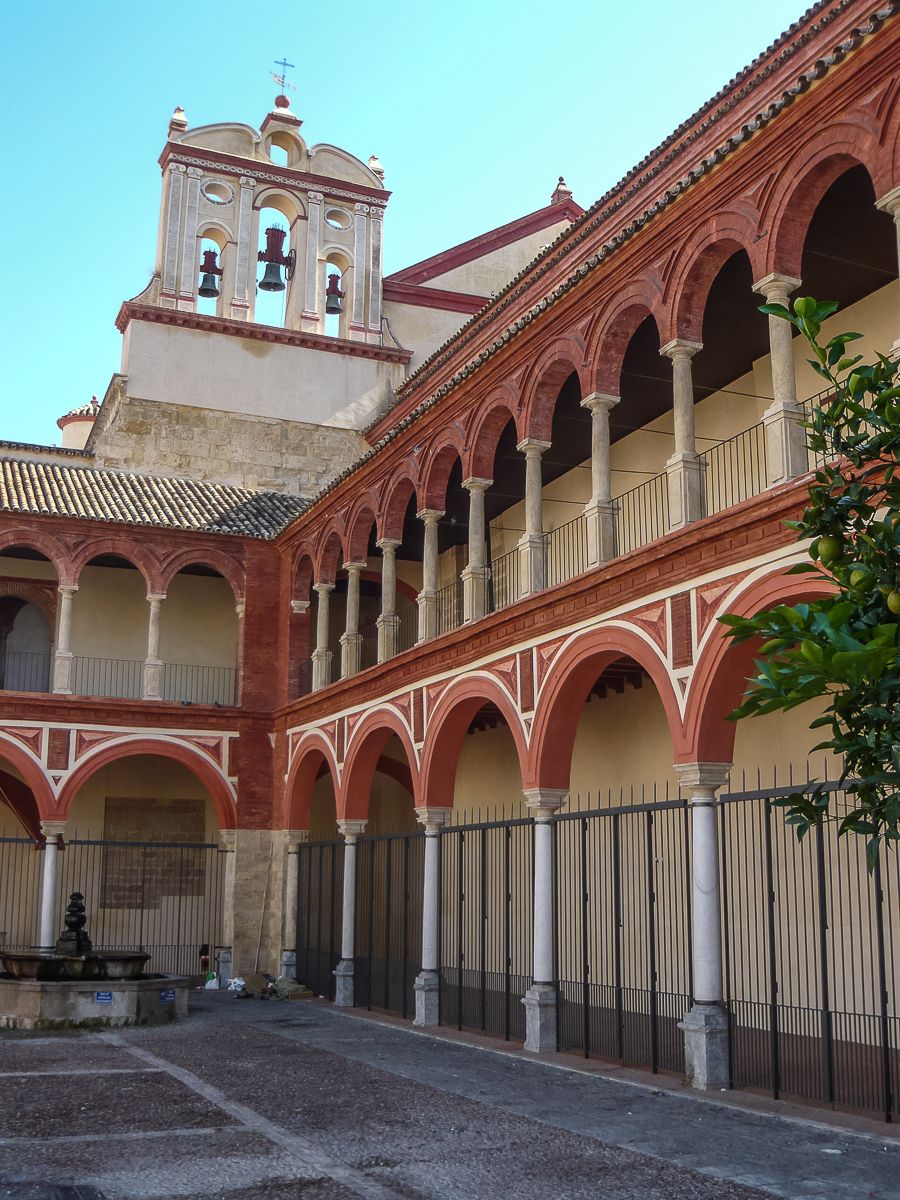
Antiguo claustro reconvertido en plaza pública

La iglesia de San Francisco y San Eulogio es un templo católico de Córdoba, España. Pertenece a las denominadas iglesias fernandinas, ya que fue fundado por el rey castellano Fernando III en el siglo XIII. Su nombre original fue el de convento de San Pedro el Real y fue gestionado por la Orden Franciscana, de ahí su denominación actual. El templo fue declarado Bien de Interés Cultural en categoría de Monumento el 24 de marzo de 1982.

## Historia
El rey Fernando III de Castilla conquistó la ciudad de Córdoba para los ejércitos cristianos el 29 de junio de 1236, día de San Pedro y San Pablo. Por este motivo, el rey fundó el convento de San Pablo, para los dominicos; y el de San Pedro, para los franciscanos, por lo que su nombre derivó de convento de San Pedro el Real hasta el actual iglesia de San Francisco. La amplia reforma que sufrió la iglesia en el siglo XVIII modificó su fisonomía medieval por otra barroca, poseyendo una importante colección de pinturas de artistas cordobeses del siglo XVIII. Se sabe que es durante este siglo cuando mayor número de feligreses residían en el templo, superando el centenar de frailes.

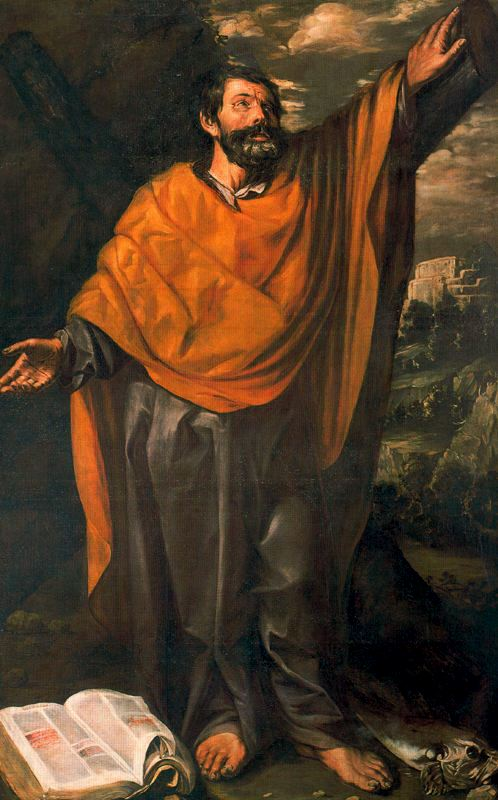
San Andrés, del autor barroco Juan de Valdés (1647), óleo sobre lienzo, 281 x 172 cm, que se encuentra en la iglesia.

El convento perteneció a esta congregación hasta las desamortizaciones españolas del siglo XIX, en las que pasó a ser una fábrica de tejidos. El claustro se derribó parcialmente, siendo sus materiales reutilizados para la construcción del Hotel Suizo en la actual plaza de las Tendillas y los mármoles para una casa solariega en Écija. A pesar de este hecho, la iglesia sigue funcionando según el rito católico.
El claustro fue urbanizado y convertido en plaza pública, llamada de la Tierra Andaluza, por parte del Ayuntamiento en 1982 según el proyecto de Carlos Luca de Tena y Alvear.

## Descripción
El claustro está compuesto por dos pisos de arcadas, correspondiéndose dos arcos del piso superior con uno del piso inferior. Los arcos son de medio punto y se apoyan sobre columnas de capiteles toscanos. También es un recuerdo de su antiguo papel como convento la existencia de un compás, es decir, un espacio que antecede a la iglesia.
Junto a los fondos propios, en su archivo se conservan los documentos de otra iglesia fernandina, ya desaparecida y situada frente al Guadalquivir, la Iglesia de San Nicolás de la Ajerquía, parroquia a la que sustituye.
La iglesia tiene el privilegio de albergar dos hermandades: las conocidas como Hermandad del Huerto y Hermandad de la Caridad, además de ser sede de la hermandad filial de la Virgen de la Cabeza.

## Restauración
El proceso de restauración del antiguo complejo conventual de San Pedro el Real se llevó a cabo en dos fases: la primera entre abril de 1990 -fecha de redacción del proyecto- y 1997 -momento en que quedan interrumpidas las obras- y la segunda entre noviembre de 2003 y diciembre de 2007, momento en que se dan por concluidas las obras.
Los trabajos se centraron en la cúpula, la recuperación del claustro y la espadaña. La falsa cúpula, característica del Barroco, se encontraba en muy mal estado debido a que la carcoma había dañado seriamente la estructura de madera. También se actuó en la parte exterior de la misma, decorada con yeserías. Igualmente se restauró la bóveda gótica de la capilla del evangelio, la cual tenía filtraciones, otras capillas secundarias y el interior de la torre. En cuanto al claustro, se recuperaron las dos galerías que quedaron, adecuándolo para su uso público.
El proyecto, cuyo arquitecto fue Juan Jiménez Povedano, fue financiado por la Junta de Andalucía, que destinó 587.832 euros. A fecha de 14 de diciembre de 2007 se dieron por concluidas las obras.